# Paragonimosis
La paragonimosis, paragonmiosis o paragonimiasis es una enfermedad causada por parásitos tremátodos del género Paragonimus, que infectan los pulmones y otros órganos de los mamíferos, entre ellos los humanos.

## Dolencia

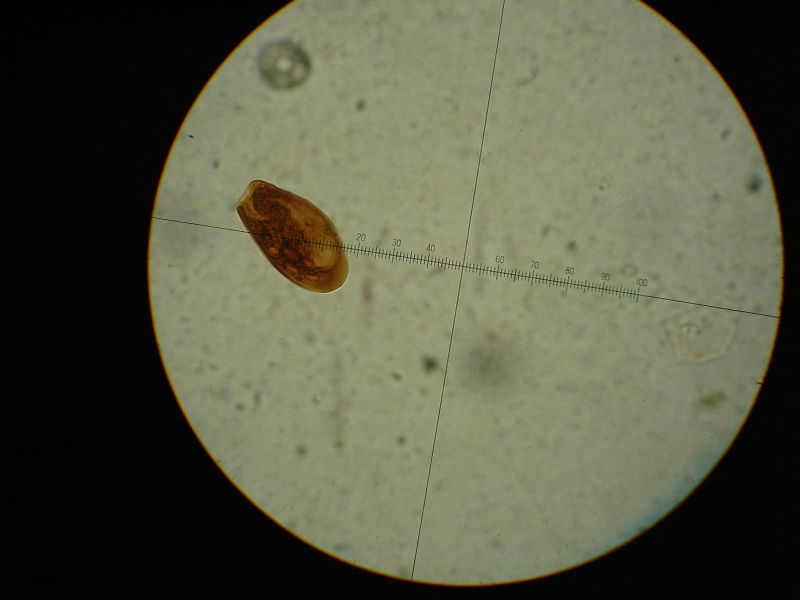

Las duelas adultas de Paragonimus se localizan en el parénquima pulmonar y causan lesiones por necrosis de los tejidos y por inflamación y fibrosis alrededor de los huevos que depositan. Pueden pasar a otros órganos, incluso el corazón y cerebro, enquistarse y causar graves daños, hasta la muerte.
Los principales síntomas de la presencia del parásito en el pulmón, bronquitis, tos seca, fiebre, sangre en el esputo y dolores, frecuentemente hacen pensar que el enfermo padece tuberculosis. Las radiografías de tórax producen imágenes que detectan al parásito pero mantienen la confusión con la tuberculosis. El diagnóstico diferencial es posible, mediante el hallazgo de huevos en el esputo y principalmente detectando antígenos mediante la técnica de ELISA u otras serologías.
Esta enfermedad es una zoonosis pues se contrae al consumir cangrejos de agua dulce crudos o mal cocidos o por manipular el animal antes de la cocción. Se previene por tanto cocinando muy bien los cangrejos, lavando las manos y utensilios y evitando llevarlos a la boca cuando no están bien lavados.
Un tratamiento eficaz, siempre bajo cuidados médicos, se lleva a cabo con praziquantel. Otros fármacos usados son bithionol y triclabendazol. Como pueden tener contraindicaciones o producir efectos colaterales, solamente pueden ser administrados por orden médica, indicaciones especializadas y vigilancia profesional de la evolución del paciente. 
Las especies que más comúnmente infectan a los humanos son Paragonimus westermani, en Asia; Paragonimus mexicanus, en América; y Paragonimus africanus, en África.

## Ciclo del parásito

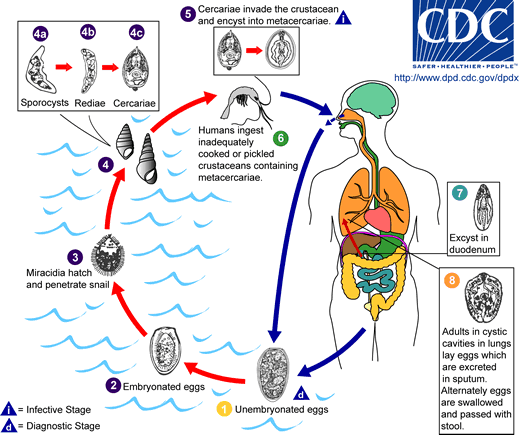

Los huevos salen por el esputo u otras secreciones del cuerpo; los miracideos que salen al eclosionar los huevos buscan al primer hospedero intermediario, un caracol, por ejemplo de los géneros Semisulcospira, Oncomelania, Aroapyrgus, Pomatiopsis, Achatina o Potadoma, al cual infiltran, para luego convertirse en redias que salen al agua dulce en forma de cercaria e infiltran al segundo hospedero intermediario, a algún cangrejo de agua dulce, en el cual se enquistan como metacercarias, que pasan al mamífero, desde cuyo tracto intestinal migran las duelas hasta los pulmones.